# شاهدخت سوفی یونان و دانمارک
شاهدخت سوفی یونان و دانمارک (به یونانی: Σοφία) (۲۶ ژوئن ۱۹۱۴ – ۲۴ نوامبر ۲۰۰۱) چهارمین فرزند شاهزاده اندروی یونان و دانمارک و شاهدخت آلیس باتنبرگ و خواهر بزرگ شاهزاده فیلیپ، دوک ادینبرو بود.
سوفی در ۲۶ ژوئن ۱۹۱۴ در ویلای مون ریپوس در جزیره کورفو به دنیا آمد. او در ۱۵ دسامبر ۱۹۳۰ زمانی که ۱۶ سال داشت در کرونبرگ ایم تانوس با شاهزاده کریستف هسن ازدواج کرد و از این ازدواج صاحب پنج فرزند شد. کریستف از صاحب‌منصبان نیروی هوایی آلمان نازی بود و با درجه اوبرفورر در اس‌اس عضویت داشت. کریستف در ۷ اکتبر ۱۹۴۳ در اثر یک سانحه هوایی در کوهستان آپنینی در نزدیکی فورلی ایتالیا درگذشت. سوفی مجدداً در ۲۳ آوریل ۱۹۴۶ در زالم آلمان با شاهزاده گئورگ ویلهلم هانوفر ازدواج کرد و از این ازدواج نیز صاحب سه فرزند شد.
سوفی در ۲۴ نوامبر ۲۰۰۱ در مونیخ درگذشت. جسد او در شلیرزی دفن شده است.